# Asteroschema yaeyamensis
Asteroschema yaeyamensis är en ormstjärneart som beskrevs av Murakami 1944. Asteroschema yaeyamensis ingår i släktet Asteroschema och familjen Asteroschematidae. Inga underarter finns listade i Catalogue of Life.